# Garcinia teysmanniana
Garcinia teysmanniana là một loài thực vật có hoa trong họ Bứa. Loài này được Scheff. mô tả khoa học đầu tiên năm 1876.